# باغ امام جمعه (صالحی)
باغ امام جمعه (صالحی) مربوط به دوره قاجار است و در شهرستان کرمان، خیابان اصلی سرآسیاب (شهید صیاد شیرازی)، خیابان ۲۴ متری شهید ابراهیمی جنوبی واقع شده و این اثر در تاریخ ۷ مرداد ۱۳۸۲ با شمارهٔ ثبت ۹۲۶۴ به‌عنوان یکی از آثار ملی ایران به ثبت رسیده است.